# 양희승 (작가)
양희승(1970년 4월 14일 ~ )은 대한민국의 드라마 작가이다.

## 집필 작품

### 드라마
- 1996 MBC 시트콤 《남자 셋 여자 셋》
- 1998 SBS 시트콤 《순풍 산부인과》
- 2000 MBC 시트콤 《뉴 논스톱》
- 2002 SBS 시트콤 《똑바로 살아라》
- 2003 MBC 시트콤 《논스톱 4》
- 2009 OCN TV무비 시리즈 《조선추리활극 정약용》
- 2010 MBC 시트콤 《볼수록 애교만점》
- 2011 EBS 어린이 드라마 《꾸러기 천사들》
- 2014 tvN 월화드라마 《고교처세왕》
- 2015 tvN 금토드라마 《오 나의 귀신님》
- 2016 MBC 수목드라마 《역도요정 김복주》
- 2018 tvN 수목드라마 《아는 와이프》
- 2020 KBS 주말드라마 《한 번 다녀왔습니다》
- 2023 tvN 토일드라마 《일타 스캔들》
- 2025 JTBC 토일드라마 《백 번의 추억》

## 수상 경력
- 2001년 MBC 방송연예대상 방송작가상
- 2020년 KBS 연기대상 작가상
- 2023년 대한민국 콘텐츠 대상 대통령 표창